# Tema d'amore (Liszt)/Mozartiana
Tema d'amore/Mozartiana è un singolo del duo Santo & Johnny, pubblicato nel 1972 dalla Produttori Associati - Canadian American (catalogo PA/CAN-NP 7049) ed estratto dall’LP Classics by Santo & Johnny.

## I brani

### Tema d'amore (Liszt)
Tema d'amore è il brano presente sul lato A del disco. Ed è un arrangiamento del notturno in la bemolle maggiore tratto dal Sogno d'amore (Liebestraum) di Franz Liszt, inserito anche nella colonna sonora del film statunitense Eva contro Eva (1950).

### Mozartiana
Mozartiana è il brano presente sul lato B del disco. Ed è un arrangiamento del secondo momento, Andante, del Concerto per pianoforte e orchestra nº 21 K. 467 di Wolfgang Amadeus Mozart, inserito anche nella colonna sonora del film svedese Elvira Madigan (1967).

## Tracce
Entrambi i brani sono elaborati, trascritti, arrangiati e orchestrati da Giorgio Gaslini.

### Lato A
1. Tema d'amore – 4:07 (musica: Franz Liszt)

### Lato B
1. Mozartiana – 4:40 (musica: Wolfgang Amadeus Mozart)